# قناة سان مارتان

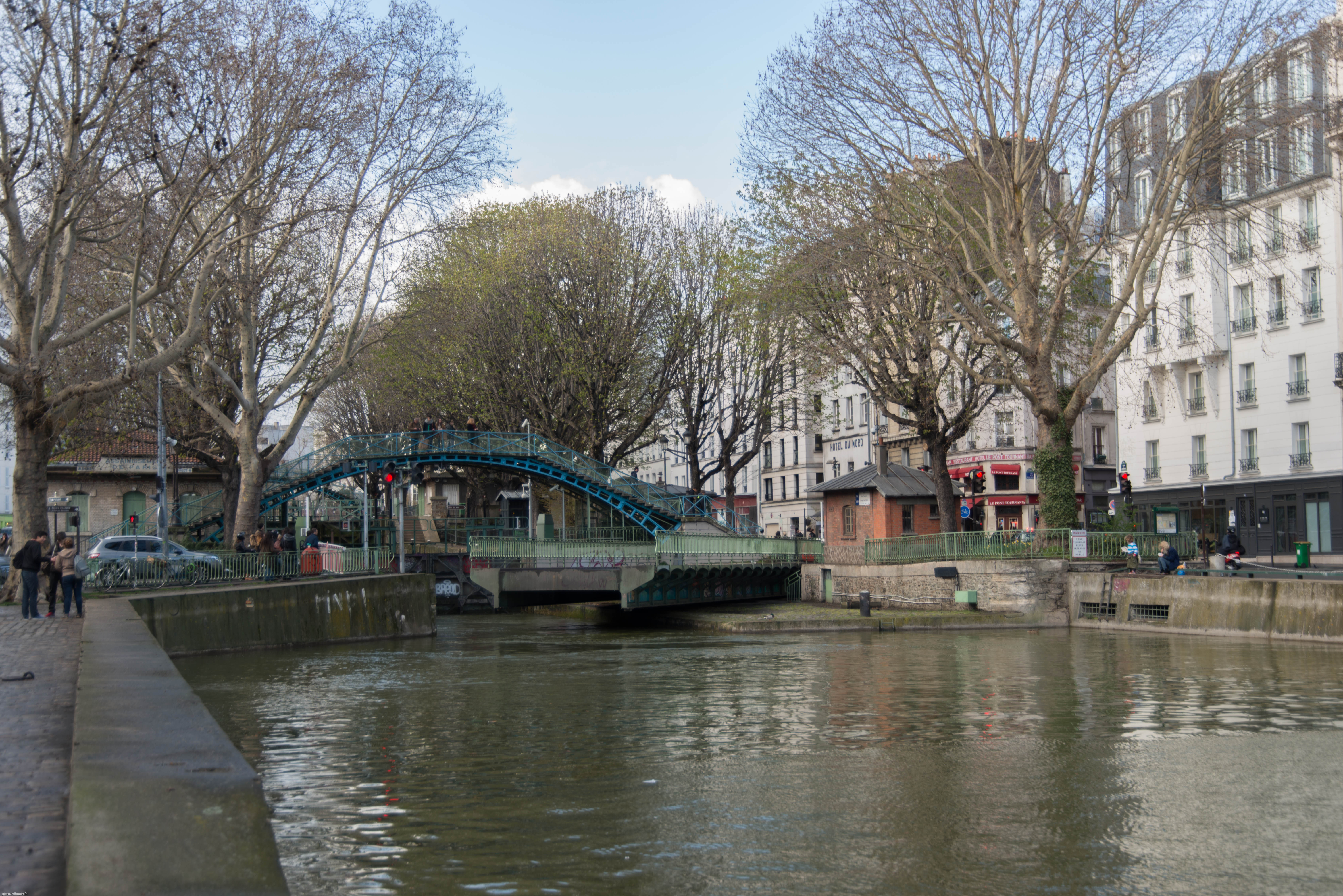
قناة سان مارتان

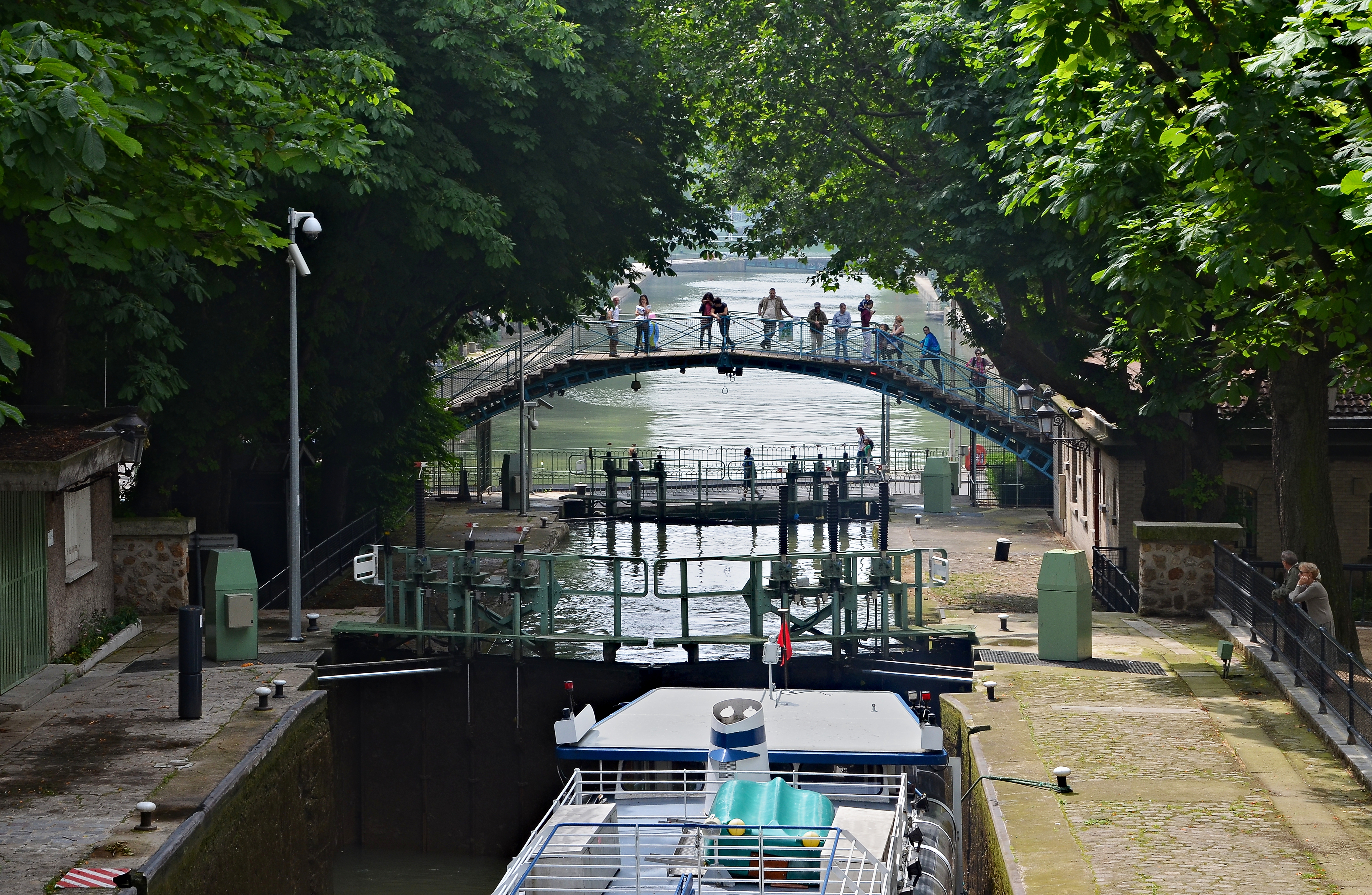
قناة سان مارتان في عام2013 وتبدو جسوره الرمانسية

قناة سان مارتان بالفرنسية (Le canal Saint-Martin) هي قناة تعبر مدينة باريس وطولها 4,55 كم تبدأ من حوض لافيليت وتنتهي بنهر السين. فيها خمسة  هويسات لتعديل مستوى الماء والسماح للقوارب بالانتقال إلى النهر. لقد أمر ببنائها بناها نابليون بونابرت قبل مئتين واحدى عشرة سنة لتزويد باريس بالمياه النظيفة والصالحة للشرب.
تعتبر القناة كأحد المعالم السياحية والمواقع الأثرية في باريس. وفي قريبة من ساحة الباستيل وساحة فوج.

## الموقع

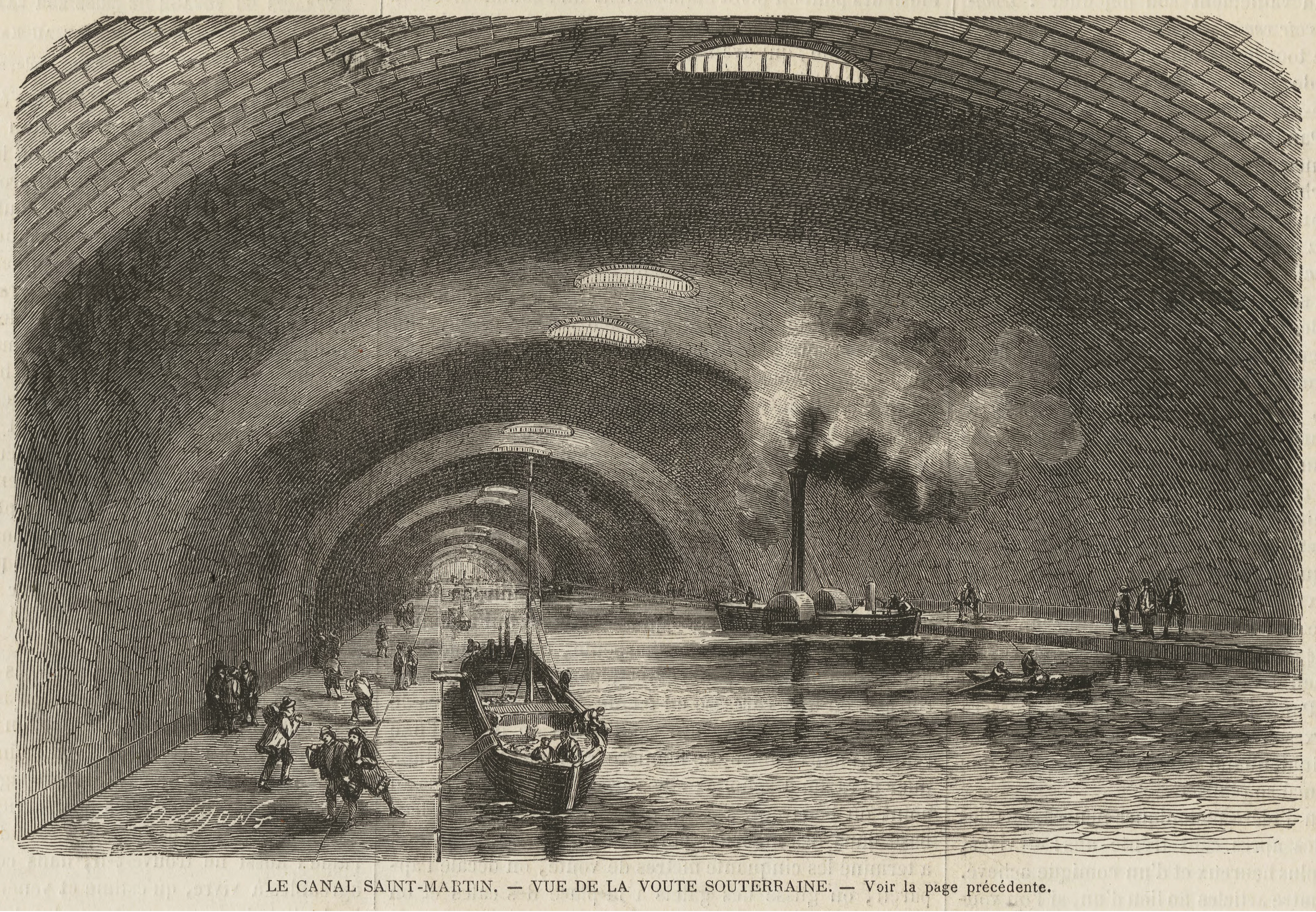
القسم المغطى من القناة

تقع في الداترة العاشرة والدائرة الحادية عشر من باريس. وتفصل الدائرة الثالثة والرابعة عن الدائرة الثانية عشر والدائرة العاشرة.

## التاريخ

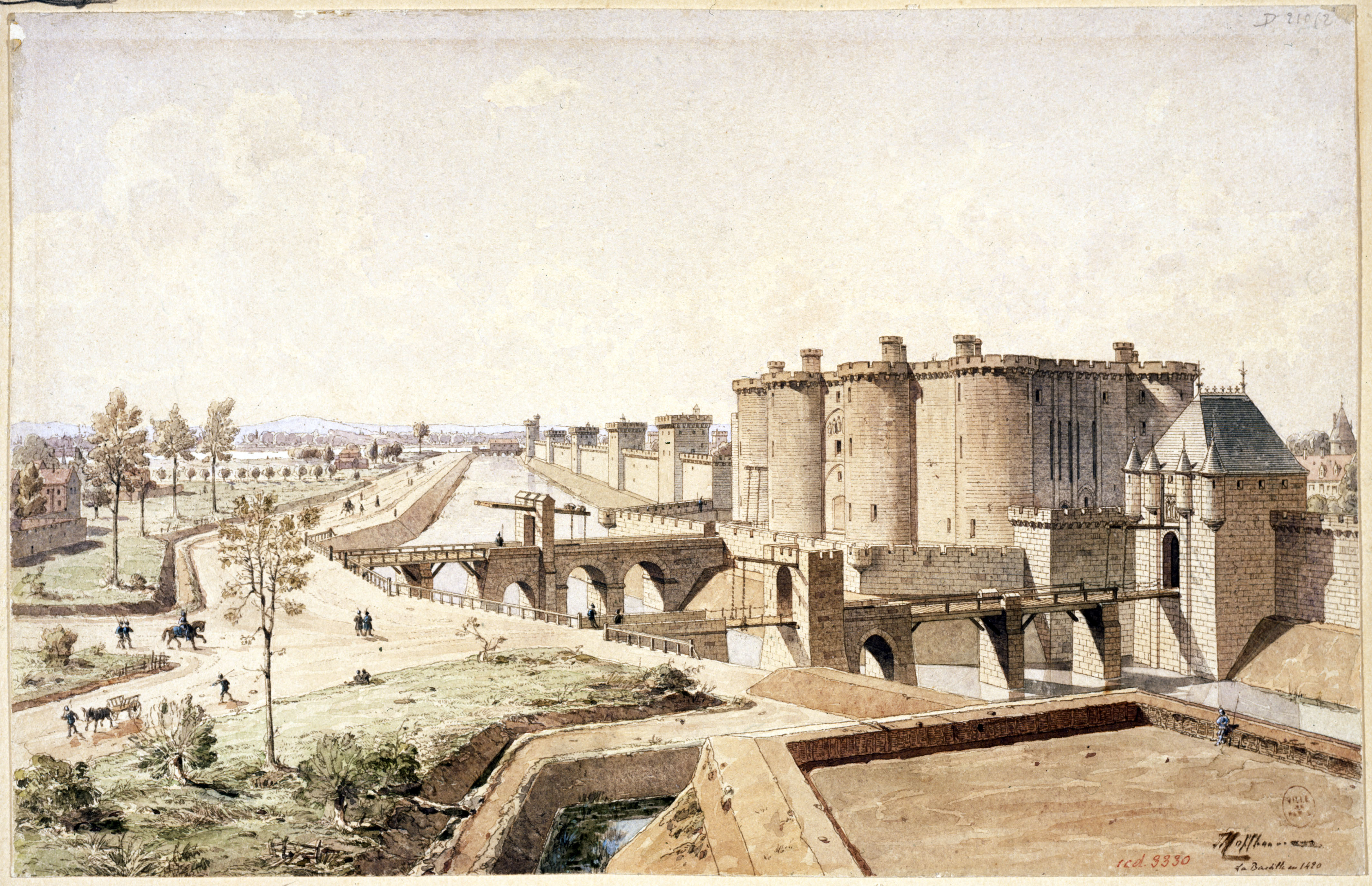
رسم توضيحي لسجن الباستيل وتبدو قربه قناة سان مارتان كجزء من تحصيناته

قرر نابليون بونابرت في عام 1802 معالجة بعض مشاكل مدينة بارس وذلك لتجنب الأوبئة الجديدة بسبب سوء الصرف الصحي (الدوسنتاريا والكوليرا). لذلك فقد قام غاسبار دي شابرول، وهو عمدة مدينة باريس استئناف وإكمال قناة أورك (Ourcq)، والتي يرجع تاريخها بالفعل من القرن السادس عشر، لتصل إلى نهر السين في وسط باريس.
تم الانتهاء من الأعمال في عام 1825 ودشنت من قبل الملك شارل العاشر ملك فرنسا.
في عام 1860، قام جورج أوجين هوسمان، محافظ نهر السين، بضم قناة سان مارتن في مشاريعه لتحديث وتوسيع المدينة. كانت القناة تسير في العراء وكانت تحول دون السفر براً بين وسط باريس وكذلك المناطق جديدة في الشمال الشرقي. يتم تغطية القناة جزئياً بما في ذلك الأقبية شارع ريتشارد-لينوار. هذا الغطاء كان له هدف آخر وهو أن يسمح بسهولة حركة القوات والفرسان في تلك الأحياء التي كانت مشبوهة من قبل السلطة. ومن أجل تمكين مزيد من التنقل تحت هذه الأقواس، تم خفض مستوى القناة إلى 5.5 متر. في عام 1862.

## تنظيفها
بدأت عملية تنظيفها في عام 2016 وكلفت عملية تفريغ وتنظيف القناة وتحويلها إلى خندق جاف لثلاثة أشهر، تسعة ملايين ونصف المليون يورو.

## معرض صور

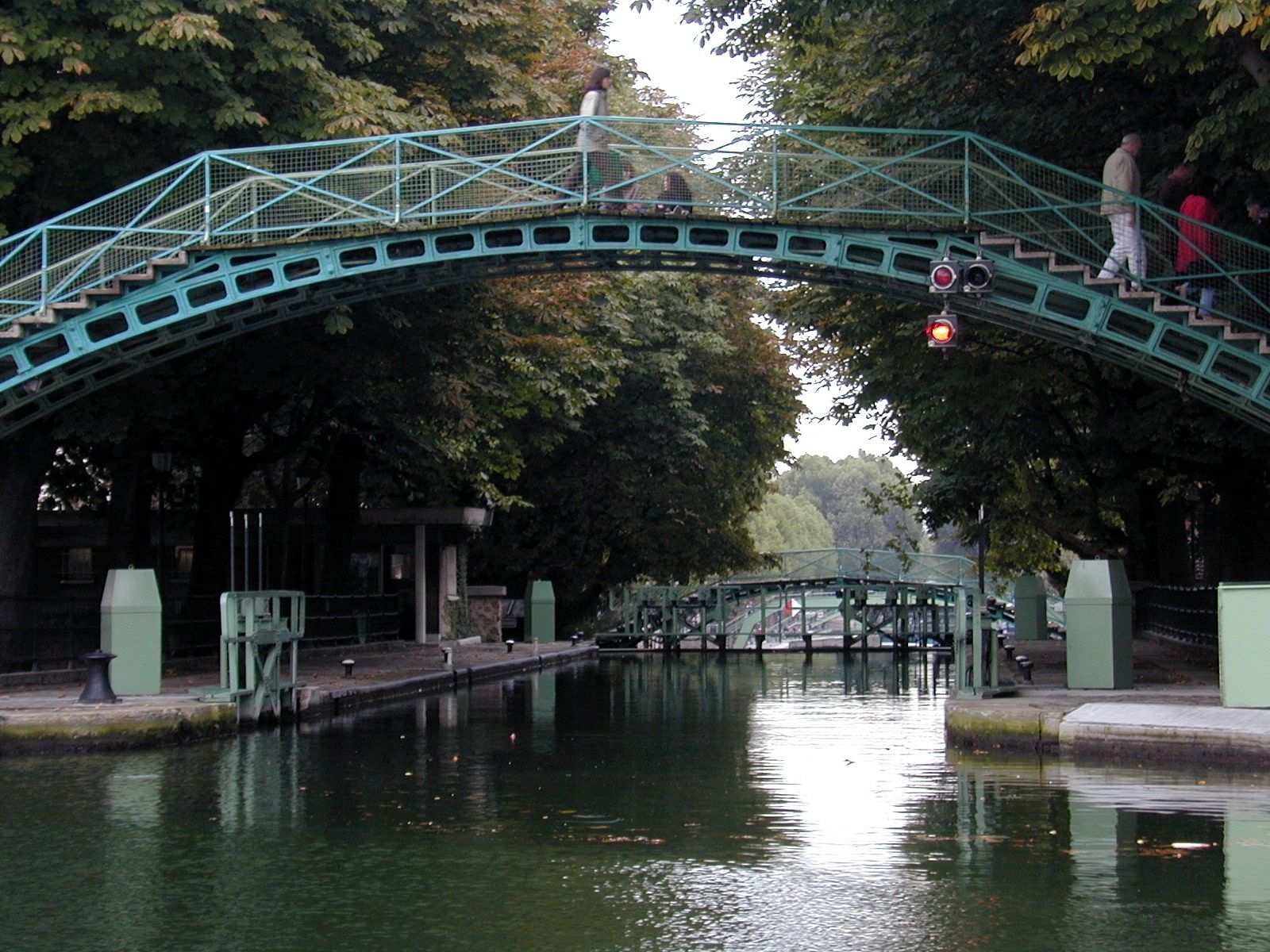
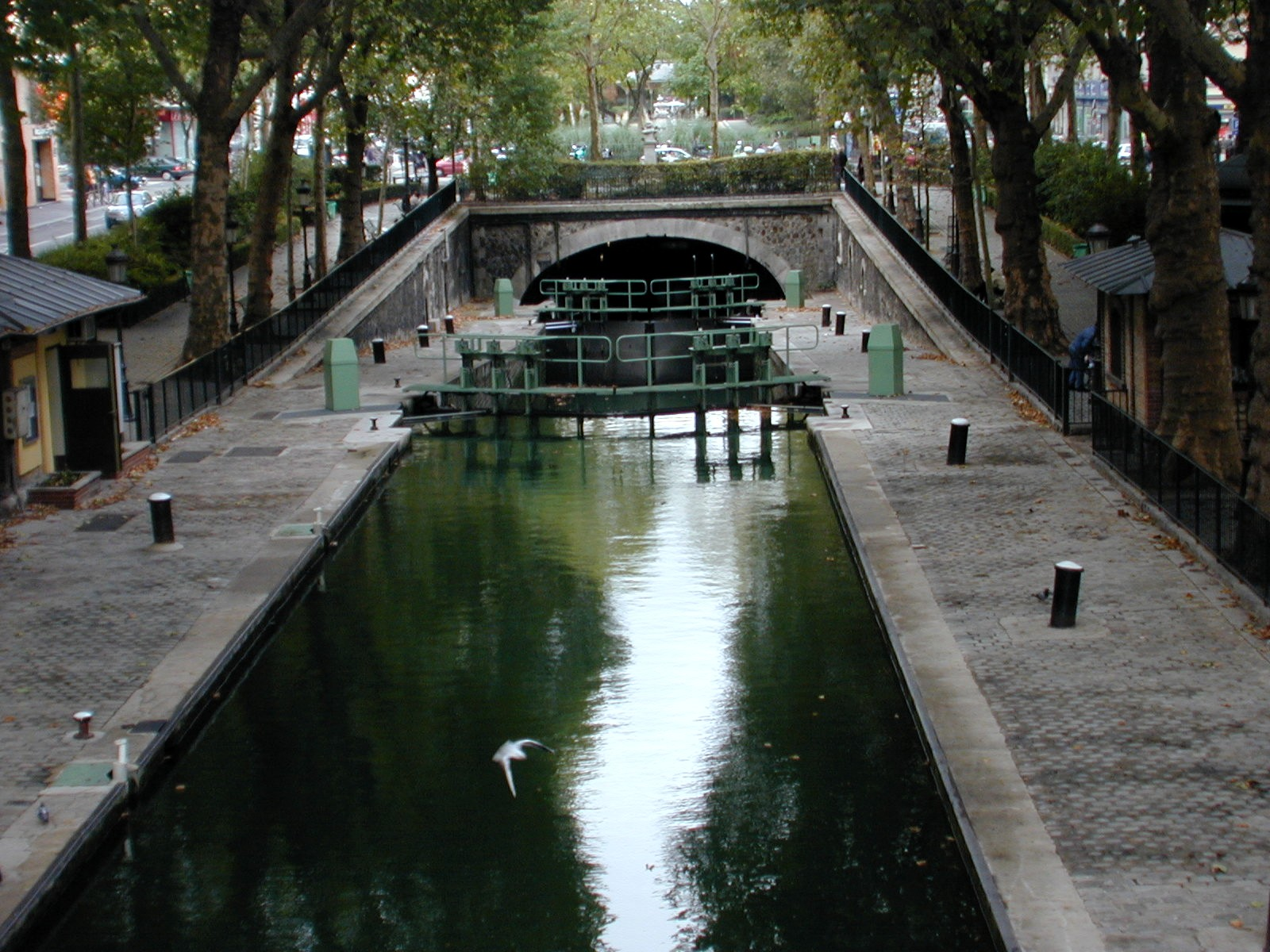
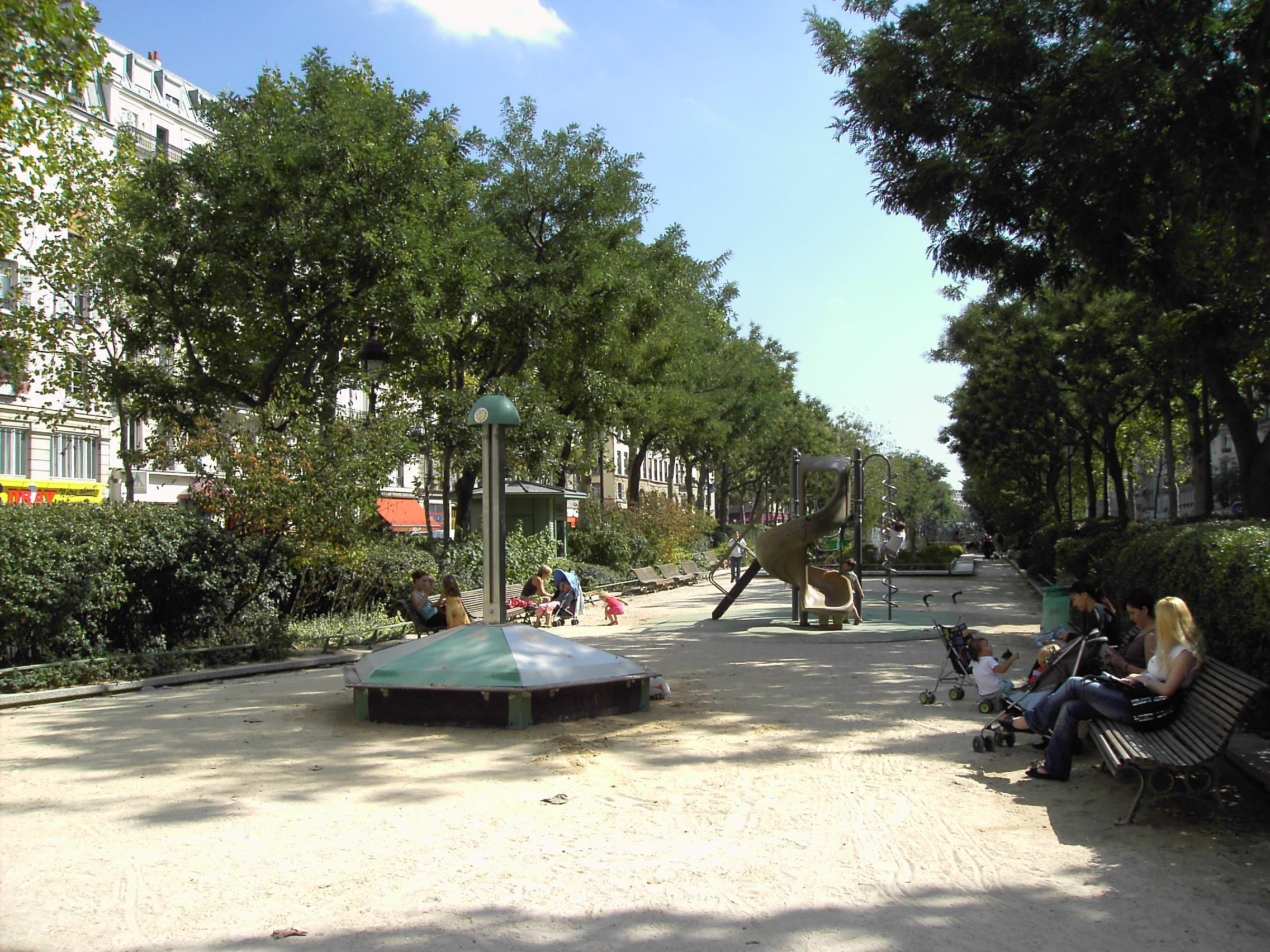